# Hôtel de Bocholtz
L'hôtel de Bocholtz est un ancien hôtel particulier du XVIe siècle situé en Belgique à Liège, aux no 8-10 de la place Saint-Michel.

## Historique
L'hôtel de Bocholtz doit son nom à Arnold de Bocholtz, grand écolâtre de Saint-Lambert, qui achète en 1543 et transforme de 1561 à 1563 deux anciennes maisons canoniales installées au Publémont en un hôtel de style mosan. Pratiquement en ruines, l'immeuble de 1 300 m2 est acheté à la fin des années 1960 par le groupe Paribas qui le fait rénover par l'architecte Nicolas Leclerc. Les travaux ont duré 10 ans, puis l’hôtel est devenu un siège de la banque Belfius.
L'hôtel est racheté en 2013 par François Fornieri, patron de la société pharmaceutique Mithra, pour la somme de 1,4 million d'euros.

## Classement
L'hôtel de Bocholtz est classé au Patrimoine immobilier de la Région wallonne en 1953.